# Mercallo
Mercallo (Marcàll in dialetto varesotto), è un comune italiano di 1 789 abitanti della provincia di Varese, che si affaccia sulla sponda occidentale del lago di Comabbio.

## Origini del nome
Il toponimo probabilmente deriva dal tedesco antico mark halle, "luogo di confine", per la sua posizione tra le antiche pievi di Angera e Brebbia.

## Storia
Nel Medioevo fu parte del Seprio e del Ducato di Milano. Appartenne alla provincia di Como dal 1801 al 1927.

### Simboli
Lo stemma e il gonfalone sono stati approvati con deliberazione del consiglio comunale n. 35 del 17 giugno 1986 e concessi con decreto del presidente della Repubblica del 4 gennaio 1988.
Il gonfalone è un drappo partito di rosso e d'azzurro.

## Monumenti e luoghi d'interesse
- Chiesa di San Giovanni Evangelista

## Società

### Evoluzione demografica
- 297 nel 1751
- 384 nel 1805
- annessione a Comabbio nel 1809
- 553 nel 1853

Abitanti censiti